# Zonosaurus maximus
Zonosaurus maximus är en ödleart som beskrevs av den belgisk-brittiske zoologen George Albert Boulenger 1896. Zonosaurus maximus ingår i släktet Zonosaurus, och familjen sköldödlor. IUCN kategoriserar arten globalt som sårbar. Inga underarter finns listade.

## Utbredning
Zonosaurus maximus förekommer endemiskt på Madagaskar, där den hittats på sydöstra delen av ön.